# Mary Ann Nyberg
Mary Ann Nyberg (* 7. Februar 1923 in Tulsa, Oklahoma; † 19. Februar 1979 in Montreal, Québec, Kanada) war eine US-amerikanische Kostümbildnerin, die zwei Mal für den Oscar für das beste Kostümdesign nominiert wurde.

## Leben
Mary Ann Nyberg arbeitete erstmals bei Lili (1953) von Charles Walters mit Leslie Caron, Mel Ferrer und Jean-Pierre Aumont als Kostümbildnerin bei der Produktion eines Films mit. Sie wirkte zwischen 1953 und 1955 bei der Kostümausstattung von nur fünf Filmen mit.
Für ihren zweiten Film Vorhang auf! (The Band Wagon, 1953), ein von Vincente Minnelli mit Fred Astaire, Cyd Charisse und Oscar Levant inszenierter Revuefilm, wurde sie bei der Oscarverleihung 1954 für den Oscar für das beste Kostümdesign in einem Farbfilm nominiert.
Ihre zweite Oscar-Nominierung für das beste Kostümdesign in einem Farbfilm erhielt Mary Ann Nyberg 1955 zusammen mit Jean Louis und Irene Sharaff für Ein neuer Stern am Himmel (A Star Is Born, 1954) von George Cukor mit Judy Garland, James Mason und Jack Carson in den Hauptrollen.

## Filmografie
- 1953: Lili
- 1953: Vorhang auf! (The Band Wagon)
- 1954: Ein neuer Stern am Himmel (A Star Is Born)
- 1954: Carmen Jones
- 1955: Der Mann mit dem goldenen Arm (The Man with the Golden Arm)